# 眞鍋政義
眞鍋 政義（まなべ まさよし、1963年8月21日 - ）は、日本の元男子バレーボール選手（元全日本代表選手）、元日本女子代表監督。NPO法人日本バレーボール・オリンピアンの会理事。

## 来歴

### 現役時代
兵庫県姫路市出身。姫路市立城南小学校に通っていた少年時代は野球選手に憧れ、姫路市立白鷺中学校入学時には野球部に入ったが、途中で興味を失っていたところ担任教師の勧めでバレーボール部に転部する。中学校時代はエーススパイカーとして活躍。大阪商大高校に進学後セッターに転向。1年生からレギュラーセッターとして活躍し、インターハイ優勝に貢献した。
大阪商大進学後は、西日本インカレ・関西リーグ完全優勝（1回生から4回生まですべて優勝）を経験。1985年神戸ユニバーシアードに出場し、同年全日本代表に初選出され、1985年ワールドカップに出場した。
1986年、新日本製鐵に入社。1年目からレギュラーで活躍し新人王を獲得。その後も日本リーグ3連覇・黒鷲旗3連覇など、新日鐵黄金時代に中心選手として貢献。全日本代表としても、1988年のソウル五輪など数多くの国際大会に出場。日本を代表するセッターとして活躍した。
1993年からは新日鐵の選手兼任監督に就任。第3・4回Vリーグでのリーグ連覇に導いた。
1999年、新日鐵を退社。イタリア・セリエA・パレルモに移籍。2000年に帰国し、旭化成に入団。2002年、松下電器へ移籍したのち、2004年、旭化成に復帰した。
2004年、選手を続けながら、社会人特別選抜で大阪体育大学大学院スポーツ科学研究科に入学し、翌2005年、論文「バレーボールのセッターのトス回しについてのゲーム分析的研究」で修士号取得。

### 指導者に転身
2005年、現役引退。同年、女子の久光製薬スプリングス監督に就任。1シーズン目からVリーグ準優勝となり、黒鷲旗では初優勝をもたらした。
2007年、2006-07プレミアリーグで久光を5シーズンぶりの優勝に導き、自身は高校及び新日鐵の先輩でもある柳本晶一（男子：新日鐵、女子：東洋紡）に次いで2人目の男女チーム優勝監督となった。

### 日本女子代表監督
世界バレーとロンドン五輪で銅メダル獲得
2008年12月、全日本女子代表チームの監督に内定（18人の応募者の中から、達川実との2人に絞られ、プレミアリーグ監督会の推薦を受けた眞鍋が選ばれた）。体制発足当初から、指導担当の分野を細分化し、川北元ら4人のコーチに任せる方式を採用し、継続した。また、前監督時代から受け継いで渡辺啓太をアナリストに起用した。
2010年11月の世界選手権（世界バレー）では、試合中iPadを手にしながら選手に指示
し、自らが掲げる「IDバレー」でチームを采配。日本は銅メダルを獲得した（同大会で32年ぶりとなるメダル獲得）。
チーム方針として、スパイクの「決定率」よりもミスや被ブロックの少ない「効果率」を重視し、まず「サーブ」「サーブレシーブ」「ディグ（レシーブ）」「失点を少なくする」の4点だけは世界一になろうと選手にずっと言い続けていった。
世界最終予選をギリギリ通過し計2選手を入れ替えて（岩坂と平井が脱落）臨んだ2012年のロンドン五輪には、相手のデータ分析をかく乱するため、選手12人中10人の背番号を変更した。日本は銅メダルを獲得した（五輪で28年ぶりとなるメダル獲得）。
JVAは五輪後改めて次の全日本監督を公募で決める予定だったが、女子は撤回。眞鍋への続投要請決定が9月29日に判明、10月3日に代表監督再任が正式決定した。眞鍋は「リオデジャネイロオリンピックで金メダルを目指す」と意気込みを語った。
新戦術「MB1」から「Hybrid 6（ハイブリッド6）」
2013年1月、トルコを訪れた際、現地リーグでプレーする木村沙織に、全日本の次期キャプテンを打診し何度も訴えた（木村は決意していた今年度での引退を撤回し3月に受諾）。
同年11月のグラチャンバレー開催直前には、2年前（W杯後）から温存していたという従来にはない新戦術「MB1」（MBを1人に減らしてWSを4人体制にするもの）を試す考えを示した。アジア選手権後の9月下旬からチームで練習してきたという。初戦のロシア戦では、そのMB（大竹里歩）の対角にWSの迫田さおりを起用した。なお、今後のMB起用の展望としては「MB0」も含め、大会後に検証することを示した。
2014年8月19日、ワールドグランプリのファイナル東京大会前日の会見にて、今大会で初披露した新戦術名を「Hybrid 6（ハイブリッド6）」と発表。「MB1」をさらに進化させ、コート上の6人が複数の役割を担うのを期待して命名したことを解説した。（リベロは別として）セッター以外の5人のスパイカーに関して、従来のWS3人とMB2人という枠組みを撤廃。レセプションなどパスも担当するレフトの「パスヒッター」2人、それ以外の「ポイントゲッター」3人に区分して、攻撃力を分散させつつ全体の向上を目指した。同大会では初のメダル（銀メダル）を獲得した。9月-10月の世界選手権は7位タイに終わった。セッター対角には長岡や迫田や江畑らを起用してレセプション（サーブレシーブ）を免除し、攻撃力を重視した（従来の山口はMBで新鍋はレフトWSで起用）。
2015年には、世界で「男子化の波が速いスピードできている」とし、ディフェンス強化を課題の一つに挙げた。ワールドカップではリベロを座安琴希（サーブを受ける時＝レセプションとディグ）と佐藤澪（サーブ権のある時＝ディグ）で、分担起用した。なお、レセプション（新戦術導入前はセッター対角の山口や新鍋も一部を担当していた）は、2016年時点では、守備範囲が明確ではない中で基本的にリベロと片方のレフトWSの2人体制で対応してきたという。
リオ五輪出場決定
2016年5月のリオデジャネイロ五輪世界最終予選では従来と同様に、最後の最後で落選したメンバーをチームに帯同させた。全勝通過を口にしてプレッシャーで苦戦した4年前を教訓に、今回はとにかく出場権獲得を目標として大会に臨んだ。韓国に敗れた翌4日目のタイ戦では第2セットで、先発だった荒木を含めてロンドン五輪の生き残り4人を全員まとめてスタートから投入（リベロを除く他の2人は石井優希とセッター宮下遥）。結果は、フルセット6-12からの大逆転勝利となった。6日目終了時点でセット率によって（最終的にはアジア最上位で通過）、ロンドンから続けて五輪出場を決めた。
このメンバーを含め19人から五輪本戦に臨む12人を選ぶと明言し、6月のワールドグランプリでは当落線上の選手も試した。結果的には、全員が最終予選に出た選手（引き続き「ディフェンス力」重視で座安が当選し丸山・古賀は落選）となった。スタッフとも何十回も議論を重ねた選考で、最も重視したポイントは目に見えない力も踏まえて「チームワーク」とも眞鍋は語った。8月の本戦では「前回よりもいい色のメダル獲得」を目指したが、準々決勝でアメリカに敗れた。
2016年10月、バレーボール全日本女子の次期監督の候補の一人として推薦されたが辞退し、退任した（後任は中田久美）。
2016年11月、地元姫路に設立された女子プロバレーボールチームであるヴィクトリーナ姫路のゼネラルマネージャーに就任。2019年からは取締役球団オーナーを務める。
2021年10月、中田久美の後任として日本代表監督に復帰することが発表された。それに伴いヴィクトリーナ姫路での役職を辞任。
2024年パリオリンピックでは予選敗退に終わり、監督を退任。後任にはフェルハト・アクバシュが就任した。

## 不祥事
バレーボール女子の日本代表監督在任中に既婚女性と不倫関係となり、代表の合宿先に不倫相手を呼び寄せていたことがNEWSポストセブンに報じられた。

## 球歴
- 全日本代表 - 1985-2003年
- 全日本代表としての主な国際大会出場歴
  - オリンピック - 1988年
  - 世界選手権 - 1986年、1990年、1998年
  - ワールドカップ - 1985年、1989年、1995年

## 所属チーム
- 新日鐵ブレイザーズ（1986-1998年）
- イベコ・パレルモ（イタリア語版）（1999年）
- 旭化成スパーキッズ（2000-2001年）
- 松下電器パナソニックパンサーズ（2002-2003年）
- 旭化成スパーキッズ（2004-2005年）

## 受賞歴
- 1989年 1989年ワールドカップ - ベスト・セッター賞、ベスト6賞
- 2017年 ミズノスポーツメントール賞[71]

## 著書
- 『「精密力」〜日本再生のヒント〜』 （2011年5月、主婦の友社）[72]
- 『チームのスイッチを入れる。カリスマじゃなくてもできる組織を変える55の戦略』 （2011年10月、朝日新聞出版）
- 『逆転発想の勝利学』 （2012年5月、実業之日本社）
- 『バレーボールは眞鍋に学べ!』 （2012年5月、日本文化出版ムック）
- 『女性マネジメント 最大限に女性の能力を引き出す技術』 （2012年12月、扶桑社）

## 出演

### テレビアニメ
- サザエさん（2015年8月23日、フジテレビ） - 本人役[73]

## その他の特記事項
それまでの日本女子バレーは東洋の魔女からの伝統である「根性バレー」と呼ばれる根性論に基づいた指導であったが、眞鍋はITによるデータ分析を駆使した「データバレー」に変えたと評されるが、本人は選手への正確な情報伝達のためとしている。
試合中には笑顔でいることが多かったため、『気持ち悪い』『相手を舐めているんでしょ』と言われたこともあるという。
監督をする際はカシオの腕時計「G-SHOCK」を愛用してきた。2012年のロンドン五輪では、お揃いの「日の丸カラー」（ベルトが白、文字盤が赤）のものを、選手（背番号とコートネーム入り）・スタッフ（ネーム入り）も携行した。
2013年には、眞鍋が理事を務める「財団法人マナベバレーボール振興会」（姫路市）と市の小学生バレーボール連盟などが連携して、市内の小学生を対象とした「真鍋杯 しろまるひめバレーボール大会」が創設された。2月17日に第1回大会が姫路市立中央体育館で開催された。眞鍋は2011年に「ひめじ観光大使」にも就任している。